# Glipa formosana takashii
Glipa formosana takashii es una subespecie de coleóptero de la familia Mordellidae.

## Distribución geográfica
Habita en la isla de Formosa.